# Eucalyptus eremophila
Eucalyptus eremophila är en myrtenväxtart som först beskrevs av Friedrich Ludwig Diels, och fick sitt nu gällande namn av Joseph Henry Maiden. Eucalyptus eremophila ingår i släktet Eucalyptus och familjen myrtenväxter. Inga underarter finns listade i Catalogue of Life.